# Escalada en los Juegos Olímpicos de París 2024
Las competiciones de escalada en los Juegos Olímpicos de París 2024 se realizaron en el Centro de Escalada de Bourget de Le Bourget del 5 al 10 de agosto de 2024.
En total fueron disputadas en este deporte cuatro pruebas, dos masculinas y dos femeninas. El programa de competiciones se modificó en relación con la edición anterior, la prueba combinada solo consta de las pruebas de bloques y dificultad, y la prueba de velocidad se realizó independientemente.

## Clasificación
Participaron en total 68 escaladores (34 hombres y 34 mujeres) de diferentes comités olímpicos nacionales pertenecientes a la Federación Internacional de Escalada Deportiva.

## Calendario
| C | Clasif. velocidad | B | Bloques | D | Dificultad | F | Finales |

| Fecha→ Prueba ↓     | 05 Lun | 06 Mar | 07 Mié | 08 Jue | 09 Vie | 10 Sáb |
| ------------------- | ------ | ------ | ------ | ------ | ------ | ------ |
| Combinada masculina | B      |        | D      |        | F      |        |
| Velocidad masculina |        | C      |        | F      |        |        |
| Combinada femenina  |        | B      |        | D      |        | F      |
| Velocidad femenina  | C      |        | F      |        |        |        |

## Medallistas

### Masculino
| Evento                  | Oro                                     | Plata                              | Bronce                                |
| ----------------------- | --------------------------------------- | ---------------------------------- | ------------------------------------- |
| Combinada (9 de agosto) | Toby Roberts · Reino Unido · 155,2 pts. | Sorato Anraku · Japón · 145,4 pts. | Jakob Schubert · Austria · 139,6 pts. |
| Velocidad (8 de agosto) | Veddriq Leonardo · Indonesia            | Wu Peng · República Popular China  | Samuel Watson · Estados Unidos        |

### Femenino
| Evento                   | Oro                                     | Plata                                         | Bronce                              |
| ------------------------ | --------------------------------------- | --------------------------------------------- | ----------------------------------- |
| Combinada (10 de agosto) | Janja Garnbret · Eslovenia · 168,5 pts. | Brooke Raboutou · Estados Unidos · 156,0 pts. | Jessica Pilz · Austria · 147,0 pts. |
| Velocidad (7 de agosto)  | Aleksandra Mirosław · Polonia           | Deng Lijuan · República Popular China         | Aleksandra Kałucka · Polonia        |

## Medallero
| Núm. | País                    | Oro | Plata | Bronce | Total |
| ---- | ----------------------- | --- | ----- | ------ | ----- |
| 1    | Polonia                 | 1   | 0     | 1      | 2     |
| 2    | Eslovenia               | 1   | 0     | 0      | 1     |
| 2    | Indonesia               | 1   | 0     | 0      | 1     |
| 2    | Reino Unido             | 1   | 0     | 0      | 1     |
| 5    | República Popular China | 0   | 2     | 0      | 2     |
| 6    | Estados Unidos          | 0   | 1     | 1      | 2     |
| 7    | Japón                   | 0   | 1     | 0      | 1     |
| 8    | Austria                 | 0   | 0     | 2      | 2     |
|      | TOTAL                   | 4   | 4     | 4      | 12    |